# 昆工路街道
昆工路街道，是中华人民共和国内蒙古自治区包头市昆都仑区下辖的一个乡镇级行政单位。

## 行政区划
昆工路街道下辖以下地区：
西友谊二十二号街坊第一社区、西友谊二十二号街坊第二社区、友谊二十五号街坊社区、友谊二十九号街坊社区、东友谊二十二号街坊社区、友谊三十一号街坊社区和幸福村社区。